# Río Agadón
El Agadón es un río afluente del Rio Badillo, que a su vez lo es del Río Águeda por su margen derecha, en la provincia de Salamanca, Castilla y León, España.

## Etimología
Su nombre proviene del viejo diminutivo castellano «ón», quiere decir, «Águeda pequeño»

## Curso
Nace en el término municipal de Monsagro y desemboca en el embalse del Águeda cerca de Zamarra. El río aparece descrito en el primer volumen del Diccionario geográfico-estadístico-histórico de España y sus posesiones de Ultramar de Pascual Madoz de la siguiente manera:

AGADON ó AGADONES: r. pequeño en la prov. de Salamanca: tiene su principal nacimiento al pie de la sierra donde se halla el monast. de Ntra. Sra. de Francia, térm. de la v. de Monsagro, y se aumenta con las aguas do los arroyos Vegancha y Orquera que nacen en la falda N. de la sierra de Hurdes, uniéndose este último al de Monsagro, cerca del l. de Villarejo. Su curso es de 4 leg. y en él fertiliza los pueblos de Monsagro, Serradilla del Llano, Atalaya, Zamarra y Martiago, no lejos del cual entrega sus aguas al Águeda : tiene dos puentes de dos arcos con pilastras de piedra y el resto de madera, el uno frente á Monsagro que sirve para la comunicacion con los pueblos de las Hurdes, y el otro en el campo de Zamarra: abunda en truchas y anguilas, y por sus pendientes y mucha piedra es susceptible de molinos, aunque su caudal es corto.
(Madoz, 1845, p. 103)